# Amarrendia lignicolor
Amarrendia lignicolor är en svampart som först beskrevs av G.W. Beaton, Pegler & T.W.K. Young, och fick sitt nu gällande namn av Bougher & T. Lebel 2002. Amarrendia lignicolor ingår i släktet Amarrendia och familjen Amanitaceae.   Inga underarter finns listade i Catalogue of Life.